# Brach Ferenc
Brach Ferenc Adolf (Zselíz, 1821. május 2. - Léva, 1894. augusztus 22.) megyei főorvos, a lévai kórház alapítója.

## Élete
Családja Franciaországból származott. Szülei Brach István orvos és Axtner Krisztina 1819-ben házasodtak össze.
Előbb Léván tanult, majd Pesten és Bécsben végezte az egyetemet. Az orvosi pályát Zselízen, apja helyén kezdte, majd Garammikolára és Lévára került. 1959-ben Léván telepedett le. 1861-től Bars vármegye főorvosa lett.
Részt vett az 1896-os millenniumi ünnepségeken, ahol több saját fejlesztésű orvosi eszközt is bemutatott. Leidenfrost Lászlóval a Párkánynána—Lévai Vasút megteremtésén fáradozott. Léva város fásítását is kezdeményezte.
Szenvedélyes kertész volt. Tüdőszélhűdésben hunyt el, s a saját kertjében temették el a Kálvária-domb lakóháznegyedében.
Alapító tagja volt a Lévai Gyógyító Társaságnak és a lévai Kaszinónak, melynek elnöki posztját a haláláig betöltötte. A Bars-Hontvármegyei Gyógyászati Egylet tagja volt. A lévai állami tanítóképezde igazgatótanácsának tagja volt. A lévai városszépítő bizottság elnöke volt 1876-ban, amikor létrehozták a Lévai Történelmi sétakertet.

## Emléke
- 1945-ig Léván utca viselte a nevét
- Zselízen is szeretnék, ha utca viselné a nevét[7]